# 涅夫戈季
51°13′18″N 28°50′4″E / 51.22167°N 28.83444°E
涅夫戈季（烏克蘭語：Невгоди），是烏克蘭北部的村莊，隸屬日托米爾州的科羅斯滕區。該村面積9.93平方公里，海拔高度162米，2001年人口448，人口密度每平方公里45.14人。